# Lexington (Tennessee)
Lexington è una città della contea di Henderson, Tennessee, Stati Uniti. Lexington si trova a metà strada tra Memphis e Nashville, situata a 16 km a sud dell'Interstate 40, che collega le due città. La popolazione era di 7 956 al censimento del 2020. È il capoluogo della contea di Henderson.

## Geografia fisica
Secondo l'Ufficio del censimento degli Stati Uniti, ha una superficie totale di 12,42 mi² (32,17 km²).

## Storia
Poco dopo la creazione della contea di Henderson nel 1821, un sito vicino al suo centro fu scelto come capoluogo per la contea, e prese il nome in onore dall'omonima città nel Massachusetts, dove avvenne la prima battaglia della rivoluzione americana. Il proprietario terriero Samuel Wilson donò i terreni per la città, tranne quello della piazza poiché si trovava casa sua. Secondo il piano cittadino, gli angoli furono calcolati in base ai punti cardinali della bussola. Il primo tribunale della contea è stata costruito nel 1823; Lexington fu incorporata nel 1824 e nel 1830 aveva una popolazione di 260 abitanti.
All'inizio della guerra civile americana, la contea di Henderson votò contro la secessione. Con il progredire della guerra, nella contea furono reclutati sia i reggimenti dell'Unione che quelli confederati. Le zone dentro e alla periferia di Lexington furono teatro di violenze il 18 dicembre 1862. Il colonnello dell'Unione Robert Ingersoll inviò le sue truppe a distruggere un ponte sul Beech Creek per impedire all'esercito confederato di entrare nell'area. Tuttavia, le truppe di Ingersoll non distrussero il ponte e le truppe del generale Nathan Bedford Forrest si diressero verso Lexington. Le truppe di Forrest raggiunsero i soldati dell'Unione, prendendo in ostaggio oltre 140 uomini, tra cui il colonnello Ingersoll, raccogliendo l'artiglieria e i rifornimenti lasciati dai fuggitivi soldati dell'Unione.
Nel 1918, un uomo afroamericano di nome Berry Noyse, accusato di aver ucciso lo sceriffo, venne linciato da una folla nella piazza del tribunale e bruciato in strada.

## Società

### Evoluzione demografica
Secondo il censimento del 2020, la popolazione era di 7 956 abitanti.